# Sygnały przy wykolejnicach
Sygnały przy wykolejnicach (latarnie wykolejnicowe) - sygnalizatory stosowane na PKP, wskazujące, czy wykolejnica jest na torze, czy jest zdjęta z toru.
Latarnie takie posiadają okrągłe szkło koloru mlecznego z czarną kresą lub latarnia elektryczna z trzema punktami świetlnymi.
| Sygnały podawane na latarniach wykolejnicowych       | Sygnały podawane na latarniach wykolejnicowych      |
| ---------------------------------------------------- | --------------------------------------------------- |
| Z1wk Stój! Wykolejnica na torze                      | Z2wk Wykolejnica zdjęta z toru                      |
| Z1wk - wersja elektryczna Stój! Wykolejnica na torze | Z2wk - wersja elektryczna Wykolejnica zdjęta z toru |